# Мантуанський собор
Мантуанський собор або Катедральний собор Мантуї  (італ. Duomo di Mantova) — головний храм італійського міста Мантуя, з довгою історією створення і перебудов.

## Історія
Ранньохристиянська церква була  перебудована в романському стилі в середньовіччі ймовірно Матільдою з Каносси.
Храм збільшили у XV столітті за ініціативи князя Франческо І Гонзага. Новий декор головного і бічного фасаду був розроблений архітекторами Якобелло та П'єрпаоло делла Мазеньє. Частково декор, розроблений Якобелло делла Мазеньє, збережений у правій частині споруди.
1545 року до перебудов собору залучили архітектора Джуліо Романо. Він не втручався в декор головного фасаду і бічних фасадів собору, а займався інтер'єром. Настанови, що саме треба зробити, Джуліо Романо отримав від кардинала Ерколе Гонзага, що був опозиційно налаштований до папи римського і новацій, започаткованих Донато Браманте та раннім Мікеланджело Буонарроті.  Джуліо Романо створив план перебудов собору, що нагадував собор святого Петра у Римі ще середньовічної базилікальної доби. Лише форми колон та декор були новітніми. Перебудови затяглися і Джуліо Романо помер раніше, ніж встиг побачити цілком оновлений інтер'єр. По смерті Джуліо Романо справу продовжив архітектор Джованні Баттіста Бертані. Вже на той час собор міста втратив стилістичну чистоту і став конгломератом різних частин у різних стилях, чим і став цікавим. Відсутність стилістичної чистоти і конгломерат різних стилістик і художніх манер притаманний і живописному декору інтер'єра.
Нині існуючий головний фасад (цілком із мармуру) створений за ініціативи єпископа Антоніо ді Гвіді Баньйо. Проект створив австрійський архітектор і військовий інженер Ніколо Баскьєра в середині 18 століття.

## Головний фасад
Головний фасад тричастинний і з трьома входами. Частини відокремлені пілястрами на всю висоту споруди. Далі трикутний фронтон з розкріповками. Осі пілястр продовжені до краю фронтону і акцентовані скульптурами на даху. Дзвіниця залишена з доби середньовіччя і ніяк не узгоджена з фасадами храму. Дзвіниця має сім дзвонів, частка котрих створена у 19 столітті.

## Фасади собору

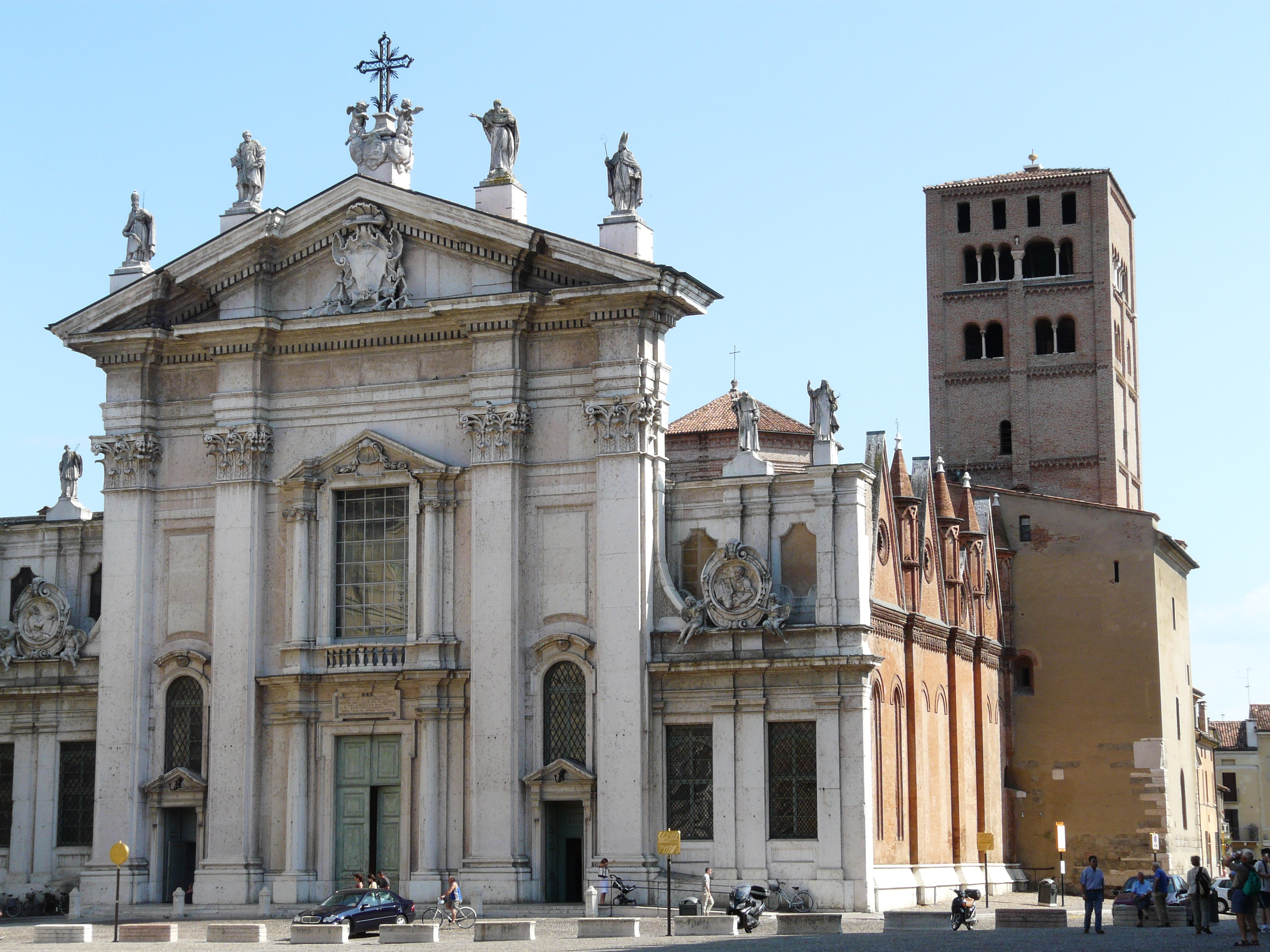
Головний вхід і фасад
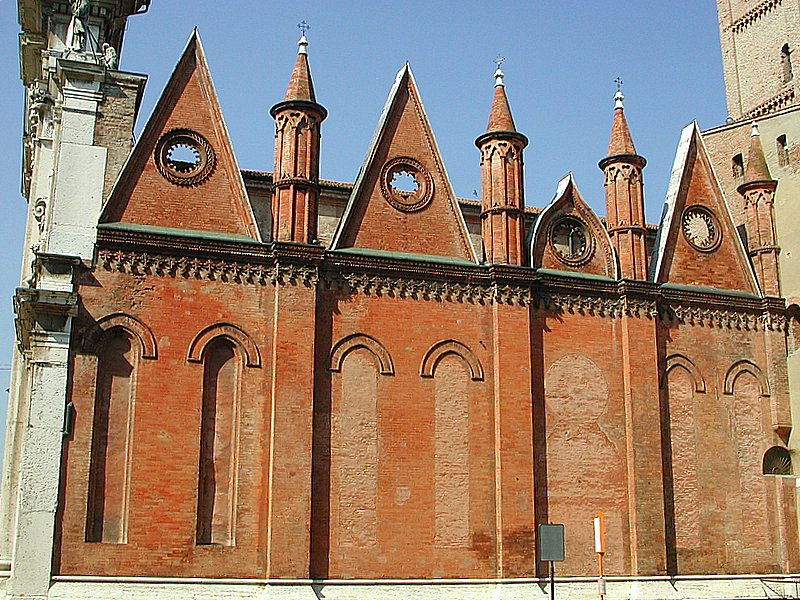
Готичний декор правого бічного фасаду
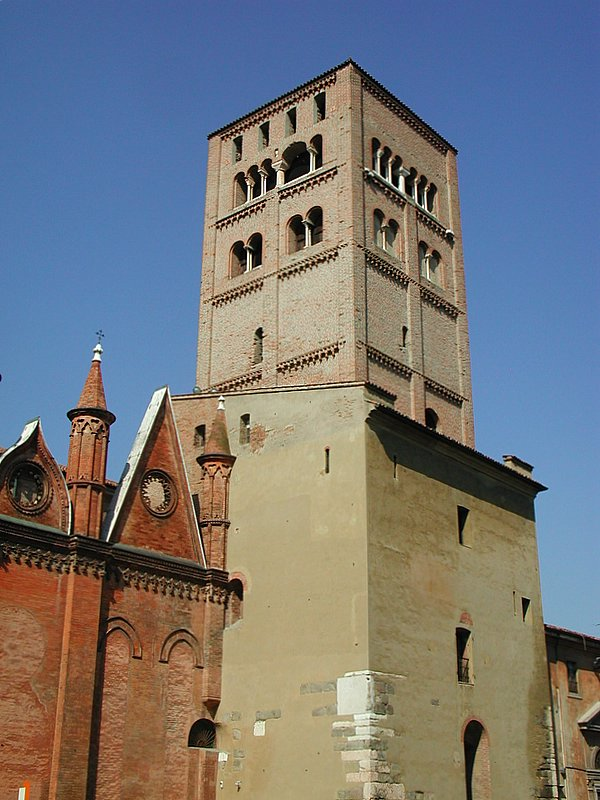
Старовинна дзвіниця
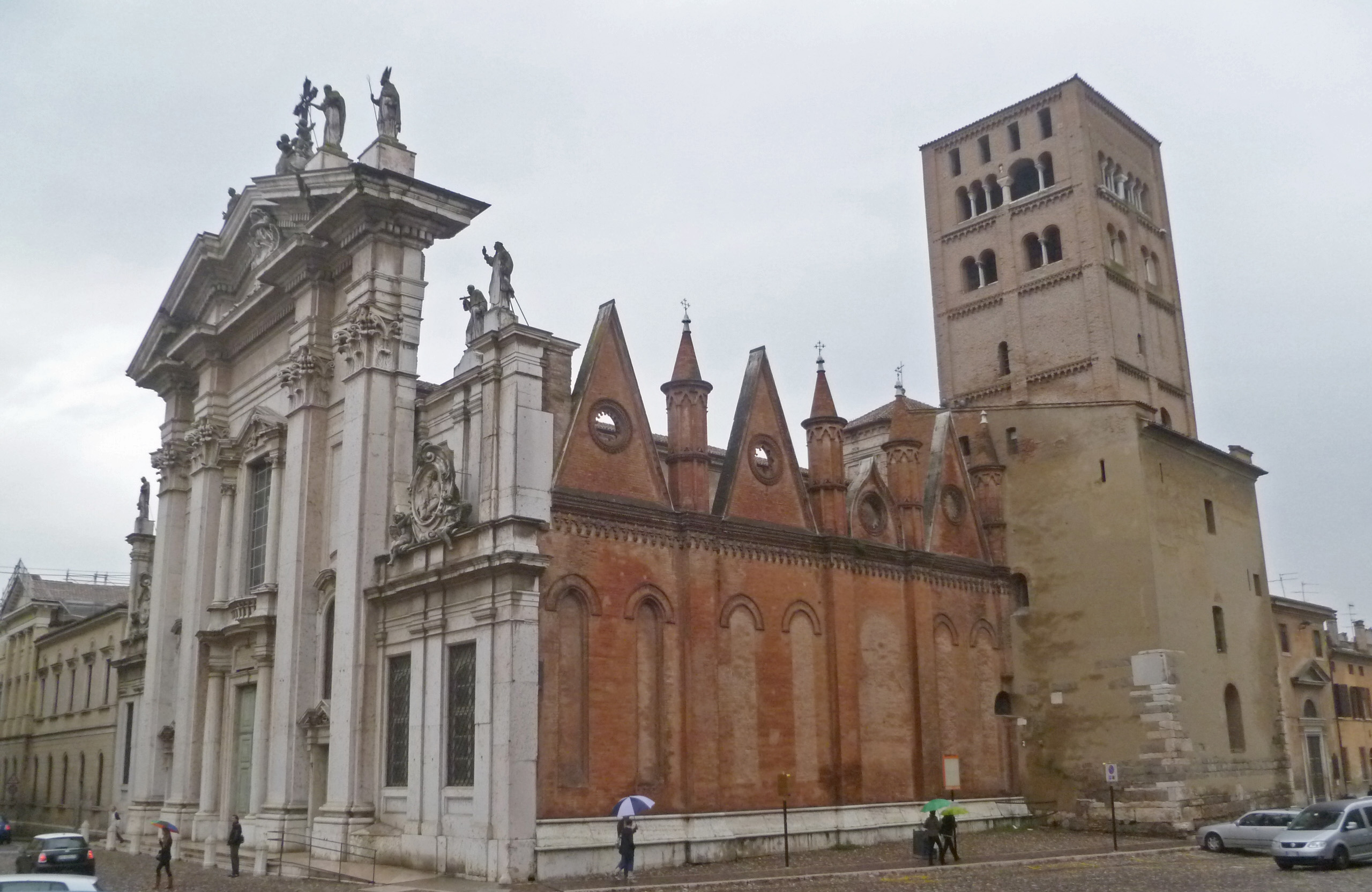
Головний фасад як зразок фасадної архітектури, цікавої лише з одного боку

## Інтер'єр

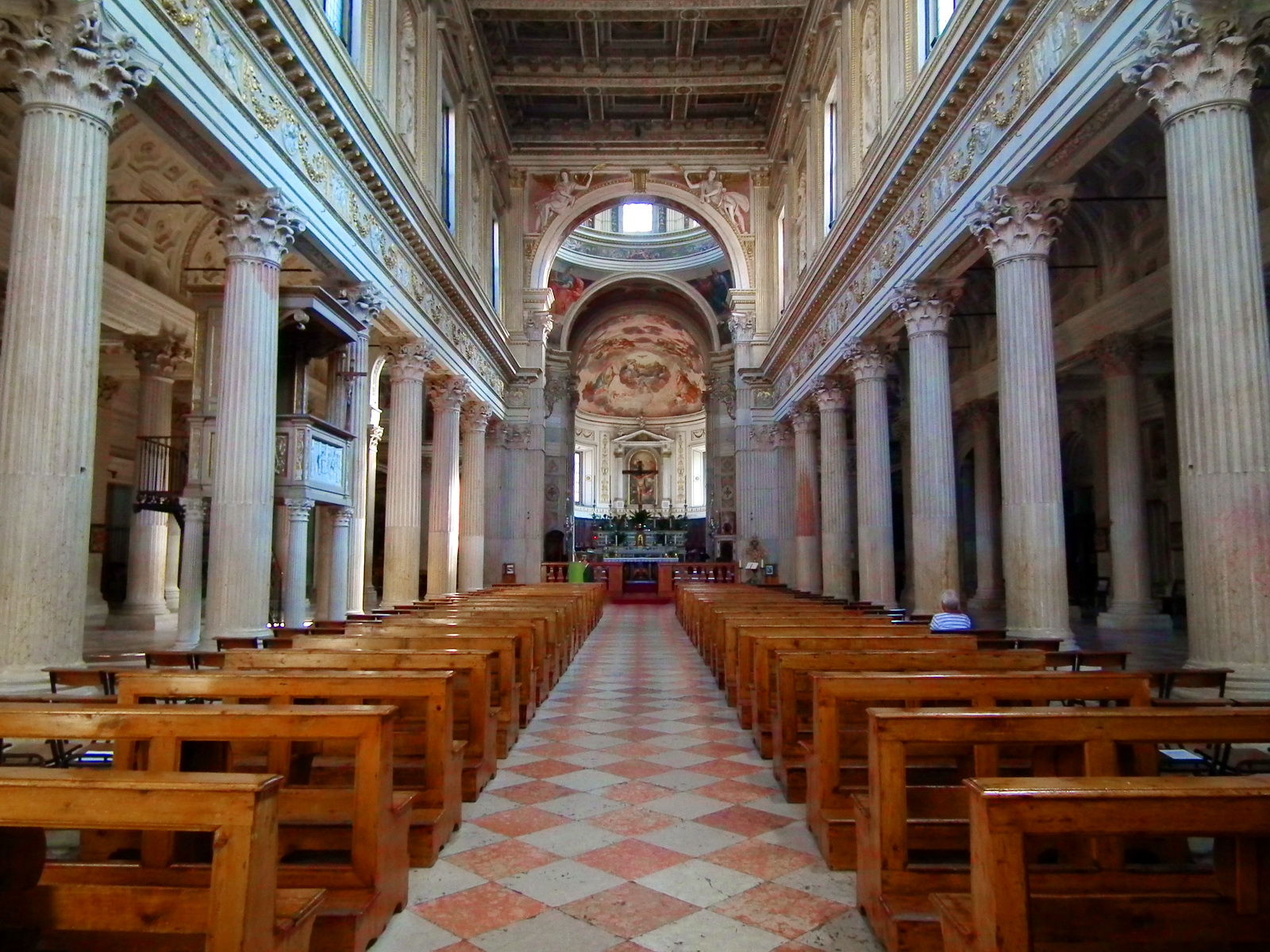

Собор має п'ять нав, що нічим не позначене на головному фасаді. В розпланування покладений латинський хрест з трансептом. Середхрестя перекрите куполом без архітектурного ліхтарика. Склепіння купола прикрашене стінописом на тему раю.

## Поховання в соборі
За середньовічною традицією собор став меморіалом князівського дому Гонзага (володарів міста та їх дружин) та соборних єпископів. Серед поховань — надгробок засновника князівської династії Луїджі Гонзага.